# Octobre 2015
Octobre 2015 est le 10e mois de l'année 2015.

## Événements
- Ouverture de l'espace aérien américain aux drones[1].
- 1er octobre :
  - dans l'Oregon (États-Unis) la fusillade de l'Umpqua Community College fait dix morts ;
  - un glissement de terrain à Santa Catarina Pinula (Guatemala) fait au moins 130 morts ;
  - première journée internationale du café à Milan[2]
- 1er au 5 octobre : la tempête d'octobre 2015 dans l'est du Canada et des États-Unis donne des pluies abondantes le long de la côte est des États-Unis.
- 2 octobre : le cargo SS El Faro coule dans les Bahamas durant l'ouragan Joaquin.
- 2 au 3 octobre : bombardement du centre de soins de MSF à Kondôz en Afghanistan.
- 3 et 4 octobre : inondations dans les Alpes-Maritimes en France, faisant 20 morts.
- 4 octobre :
  - élections législatives au Kirghizistan ;
  - élections législatives au Portugal ;
  - ouverture du second synode sur la famille au Vatican par le pape François.
- 5 octobre :
  - l'arc de triomphe de Palmyre (Syrie) est dynamité par l'État islamique ;
  - signature de l'accord de partenariat transpacifique ;
  - le prix Nobel de médecine est attribué à William C. Campbell, Satoshi Ōmura et Tu Youyou.
- 6 octobre :
  - le prix Nobel de physique est décerné à Takaaki Kajita et à Arthur B. McDonald ;
  - bataille de Lithie au Nigéria.
- 7 octobre : le prix Nobel de chimie est attribué à Tomas Lindahl, Paul L. Modrich et Aziz Sancar.
- 8 octobre : le prix Nobel de littérature est attribué à Svetlana Aleksievitch, écrivain russophone biélorusse.
- 9 octobre : le prix Nobel de la paix est décerné au quartet pour le dialogue national en Tunisie.
- 10 octobre : un attentat à la bombe à Ankara attribué à Daech en Turquie .
- 11 octobre :
  - élection présidentielle en Biélorussie, Alexandre Loukachenko est réélu ;
  - élection présidentielle en Guinée, Alpha Condé est réélu.
- 12 octobre : Angus Deaton obtient le prix de la Banque de Suède en sciences économiques en mémoire d'Alfred Nobel.
- 16 octobre : élection de cinq pays au Conseil de sécurité des Nations unies pour des mandats de deux ans.
- 17 au 19 octobre : première phase des élections législatives en Égypte.
- 18 octobre : 
  - élections fédérales en Suisse.
  - canonisation de Louis et Zélie Martin, parents de Thérèse de Lisieux. C'est le premier couple déclaré saint par l'Église catholique.
- 19 octobre : élection fédérale au Canada. Le libéral Justin Trudeau est désigné comme futur premier ministre du Canada.
- 20 octobre : Premier vol de Congo Airways.
- du 22 octobre au 25 octobre : Foire internationale d'art contemporain à Paris.
- 22 octobre : attentat de l'école de Trollhättan par le terroriste d'extrême-droite, Anton Lundin Pettersson, en Suède.
- 23 octobre : accident de Puisseguin (Gironde) en France.
- 24 octobre : inauguration officielle en France du Laser Apollon destiné à être le plus puissant au monde.
- 25 octobre : 
  - élection présidentielle (1er tour) et élections législatives en Argentine ;
  - référendum en République du Congo ;
  - élection présidentielle en Côte d'Ivoire, Alassane Ouattara est réélu ;
  - élection présidentielle au Guatemala (2e tour), Jimmy Morales est élu ;
  - élection présidentielle et élections législatives (deuxième tour) en Haïti ;
  - élections législatives en Pologne ;
  - élections législatives en Tanzanie et élection présidentielle remportée par John Magufuli.
- 26 octobre : un séisme dans l'Hindou Kouch touche l'Afghanistan et le Pakistan.
- 27 octobre : la température de 48,4 °C est atteinte à Vredendal en Afrique du Sud, ce qui en fait la température la plus élevée jamais enregistrée pour un mois d'octobre dans le monde[3].
- 26 au 28 octobre : deuxième tour de la première phase des élections législatives en Égypte.
- 29 octobre : Bidhya Devi Bhandari devient présidente du Népal.
- 31 octobre :
  - le vol 9268 de Metrojet s'écrase en Égypte, faisant 224 morts ;
  - la Nouvelle-Zélande remporte la finale de la Coupe du monde de rugby à XV 2015 devant l'Australie ;
  - les Forces démocratiques syriennes soutenues par la coalition mènent une offensive à al-Hol contre l'État islamique, en Syrie.